# Lazarussuchus dvoraki
Lazarussuchus dvoraki byl druh malého obojživelného plaza a posledního známého zástupce řádu Choristodera, který žil na území České republiky v období spodního miocénu (mladší třetihory, asi před 20-16 miliony let). Jeho typovou lokalitou je důl Merkur-Sever na severozápadě Čech u Kadaně.

## Popis
Holotyp druhu L. dvoraki se skládá z nekompletní levé temenní kosti, ale je známý z mnoha dalších úlomkovitých pozůstatků. Byl to malý gracilní plaz připomínající dnešní indické gaviály. Délka jeho hlavy činila pouze 4,3 centimetru, a to odpovídá délce těla kolem 30 centimetrů. Žil obojživelným způsobem života v jezerech a bažinách dnešních severozápadních Čech, kde lovil drobnější obratlovce.

## Klasifikace
Lazarussuchus je posledním známým zástupcem řádu Choristodera, který se vyskytoval v období od střední jury (nebo možná svrchního triasu) až do spodního miocénu. Dřívější fylogenetické klasifikace ho řadily mezi bazální zástupce skupiny, ale novější analýzy ho řadí do kladu více pokročilých a tělesně malých zástupců řádu žijících převážně ve svrchní křídě. Lazarussuchus se ve fosilním záznamu vyskytoval od pozdního paleocénu do spodního miocénu (asi 40 milionů let) a jedná se tak o velmi dlouho přežívající rod plaza. Takhle úspěšný byl pravděpodobně kvůli své malé velikosti, generalizovanému tvaru těla připomínajícímu ještěrku a obojživelnému způsobu života.

## Původ jména

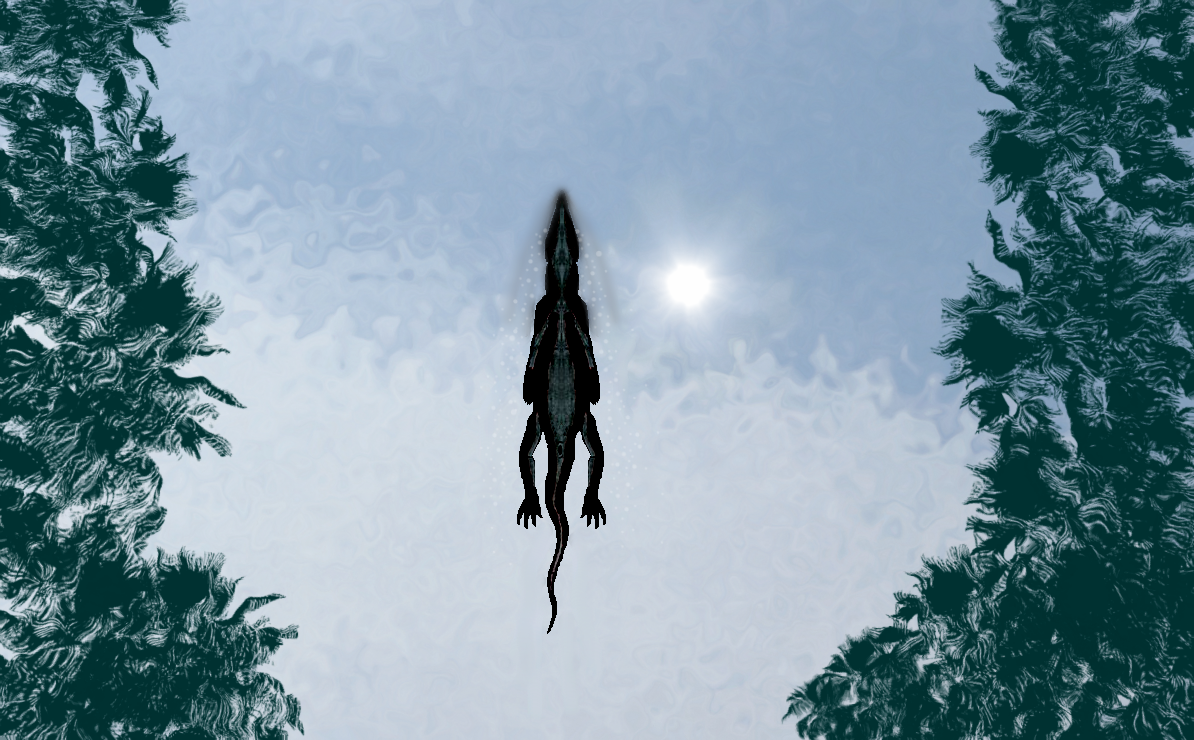
Obrazová rekonstrukce plavajícího lazarussucha

Rodové jméno Lazarussuchus odkazuje na tzv. Lazarův efekt. Lazarův taxon je taxon, který zmizí z fosilního záznamu na určité období, jen aby se objevil o miliony nebo dokonce desítky milionů let později. Lazarussuchus byl původně považován za příklad tohoto efektu, od té doby ale byly objeveny zkameněliny, které mezeru ve fosilním záznamu vyplnily.
Druhové jméno dvoraki odkazuje na pana Zdeňka Dvořáka ze Severočeských dolů, který zkamenělé pozůstatky nalezl.